# Shixiang
Shixiang (kinesiska: 石象, 石象乡) är en socken i Kina. Den ligger i provinsen Henan, i den centrala delen av landet, omkring 69 kilometer söder om provinshuvudstaden Zhengzhou. Antalet invånare är 45 933. Befolkningen består av 22 614 kvinnor och 23 319 män. Barn under 15 år utgör 21,0 %, vuxna 15-64 år 69 %, och äldre över 65 år 9,0 %.
Genomsnittlig årsnederbörd är 710 millimeter. Den regnigaste månaden är juli, med i genomsnitt 149 mm nederbörd, och den torraste är januari, med 4 mm nederbörd.